# Comte dels notaris
En l'administració del regne visigot, el comte dels notaris (comes notariorum) era el funcionari encarregat dels escrivents, arxivers, etc.